# New Wave (konkurrence)
New Wave eller Nye Bølge (russisk: Новая волна, Novaja volna, lettisk: Jaunais Vilnis) er en international sangkonkurrence for unge stjerner i den lettiske by Jūrmala. Den bliver normalt holdt over 6 dage i juli; tre dage med konkurrencer, to særlige eventdage, og til sidst en dag med resultater og en afsluttende gallakoncert.
New wave er en konkurrence for unge popmusikere. Den blev startet af den russiske komponist Igor Krutoj og den lettiske pianist og komponist Raimonds Pauls i 2002, og senere styrket af den meget populære russiske superstjerne Alla Pugacheva. New Wave bliver afholdt i den lettiske kystby Jūrmala, i bydelen Dzintari. Selvom konkurrencen skal opfostre nye stjerner fra hele Europa, er det for det meste lande fra det tidligere USSR og USA der spiller en stor rolle i konkurrencen.

## Vindere
| År   | Land                 | Deltager              |
| ---- | -------------------- | --------------------- |
| 2019 | Albanien             | Inis Neziri           |
| 2018 | Rusland              | Dan Rosin             |
| 2017 | Armenien             | Erna Mir              |
| 2017 | Moldova              | DoReDoS               |
| 2017 | Usbekistan           | Sardor Milano         |
| 2016 | Kroatien             | Dino Jelušić          |
| 2016 | Italien              | Walter Ricci          |
| 2015 | Kasakhstan           | Daneliya Tuleshova    |
| 2014 | Georgien             | Nutsa Buzaladze       |
| 2013 | Cuba                 | Roberto Kel Torres    |
| 2012 | Rusland              | Niloo                 |
| 2011 | USA                  | Jayden Felder         |
| 2010 | Armenien             | Sona Shahgeldjan      |
| 2009 | Indonesien · Ukraine | Sandhy Sondoro Jamala |
| 2008 | Georgien             | Duo Georgia           |
| 2007 | Moldova              | Natalia Gordienko     |
| 2006 | USA                  | LaRose                |
| 2005 | Letland              | Intars Busulis        |
| 2004 | Letland              | Cosmos                |
| 2003 | Rusland              | Nastja Stotjkaja      |
| 2002 | Rusland              | Smash                 |